# Campionatul de fotbal din Ciad
Campionatul de fotbal din Ciad este primul eșalon din sistemul competițional fotbalistic din Ciad.

## Echipele sezonului 2010
- AS CotonTchad (N'Djamena)
- AS DGSSIE
- Elect Sport (N'Djamena)
- Foullah Edifice
- Gazelle FC (N'Djamena)
- Postel 2000
- Renaissance FC (N'Djamena)
- Toumaï FC (Logonne Oriental)
- Tourbillon FC (N'Djamena)
- US de Moursal (N'Djamena)

## Foste campioane
- 1988 : Tout-puissant Elect Sports (N'Djamena)
- 1989 : Renaissance FC (N'Djamena)
- 1990 : Tout-puissant Elect Sports (N'Djamena)
- 1991 : Tourbillon FC (N'Djamena)
- 1992 : Tout-puissant Elect Sports (N'Djamena)
- 1993 : Postel 2000 (N'Djamena)
- 1994 : Renaissance (Abéché)
- 1995 : Postel 2000 (N'Djamena)
- 1996 : AS CotonTchad (N'Djamena)
- 1997 : Tourbillon FC (N'Djamena)
- 1998 : AS CotonTchad (N'Djamena)
- 1999 : Renaissance FC (N'Djamena)
- 2000 : Tourbillon FC (N'Djamena)
- 2001 : Tourbillon FC (N'Djamena)
- 2002 : necunoscut
- 2003 : nu s-a disputat
- 2004 : Renaissance FC (N'Djamena)
- 2005 : Renaissance FC (N'Djamena)
- 2006 : Renaissance FC (N'Djamena)
- 2007 : Renaissance FC (N'Djamena)
- 2008 : Elect Sport (N'Djamena)
- 2009 : Gazelle FC (N'Djamena)
- 2010 :

## Performanțe după club
| Club           | Oraș      | Titluri | Ultimul titlu |
| -------------- | --------- | ------- | ------------- |
| Renaissance FC | N'Djamena | 6       | 2007          |
| Tourbillon FC  | N'Djamena | 4       | 2001          |
| Elect Sport    | N'Djamena | 4       | 2008          |
| AS CotonTchad  | N'Djamena | 2       | 1998          |
| Postel 2000    | N'Djamena | 2       | 1995          |
| Renaissance    | Abéché    | 1       | 1994          |
| Gazelle FC     | N'Djamena | 1       | 2009          |